# Finlandesos voladors
Els Finlandesos voladors és el nom amb el que es coneixen a una sèrie d'atletes finlandesos que van dominar les distàncies de fons i mig fons a la dècada dels anys 20 del segle xx. Els integrants més coneguts van ser: Paavo Nurmi, Ville Ritola, Albin Stenroos i Hannes Kolehmainen.
Posteriorment, a partir de la dècada dels 60 del segle xx, aquest terme també es va adoptar pels pilots finlandesos destacats de ral·li i Fórmula 1, com Simo Lampinen, Rauno Aaltonen, Pauli Toivonen o Timo Mäkinen, els quals van iniciar una sèrie d'èxits esportius, seguint aquesta popular denominació fins als nostres dies.

## Finlandesos voladors als ral·lis
- Rauno Aaltonen
- Markku Alén
- Simo Lampinen

- Marcus Grönholm
- Mikko Hirvonen
- Jari-Matti Latvala
- Timo Mäkinen
- Tommi Mäkinen
- Juha Kankkunen
- Timo Salonen
- Henri Toivonen
- Ari Vatanen
- Esapekka Lappi
- Kalle Rovanperä
- Hannu Mikkola

## Finlandesos voladors a la Fórmula 1
- Mika Häkkinen
- Kimi Räikkönen
- J.J. Lehto
- Keke Rosberg
- Mika Salo
- Leo Kinnunen
- Valtteri Bottas
- Nico Rosberg